# Georges Ouédraogo
Georges Ouédraogo né en 1947 à Gogo dans la commune rurale de Komsilga, province du Kadiogo au Burkina Faso et décédé le 2 février 2012, est un artiste musicien burkinabè. Considéré comme l'un des pionniers de la musique moderne au Burkina Faso, il est aussi auteur-compositeur, batteur, arrangeur et interprète. 

## Biographie

### Enfance & Etudes
Georges Ouédraogo naît à Gogo en 1947. Il y fait son enfance avant de rejoindre Ouagadougou. 

#### Carrière musicale
Il est l’un des précurseurs de la musique moderne burkinabè,.
Auteur-Compositeur, batteur, Arrangeur, Interprète, 
Surnommé le « Gandaogo» c’est-à-dire le Caïd, l’insaisissable, celui qui ose, en mooré, Georges Ouédraogo est l’homme de tous. C’est par lui que la musique nationale Burkinabé a commencé à s’exporter au début des années 70.
En effet, en 1965 il fit ses premiers pas comme percussionniste à Ouagadougou. On le retrouve plutard au sein du volta Jazz de Bobo-Dioulasso, avant qu’il ne fasse le bonheur de différents groupes abidjanais, tels « Quartier Latin », le « Kirikoom » ou le « New System Pop »
Il se lie au gré des collaborations avec des chanteurs tels Bailly Spinto, Aicha Koné, Tchala Muana…
Avec les musiciens Jimmy Hyacinthe, Rato Venance, ils partent ensemble en Europe en 1973 pour former le groupe Bozambo, l’un des premiers orchestres du continent qui va marquer et influencer de nombreux artistes.
Bozambo (« diminuer la tricherie » en langue nationale mooré du Burkina Faso) fut un groupe afro-antillais fondé en 1973 en France par le batteur burkinabé Georges Ouédraogo, le guitariste ivoirien Ngoran Hyacinthe aka Jimmy Hyacinthe (1947-1991), l’organiste, pianiste et claviériste ivoirien Abou Mobio Venance aka Rato Venance, le percussionniste martiniquais Jean-Pierre Coco, le bassiste guadeloupéen Alain Benjamin et le Sénégalais Adel Dabo à la basse ou à la guitare rythmique.
Bozambo s’est vite imposé sur les scènes Françaises, Allemandes, Européennes, Africaines avec une musique entre jazz-fusion, afro-jazz, afro-funk, afro-fusion, pop-rock, afro-soul, folk-pop… 
Le groupe se sépare en 1978 après le départ de Georges Ouédraogo.
Georges Ouédraogo retourne en Haute-Volta avant la révolution pour continuer sa carrière sous son propre nom.

## Discographie
Les Albums (Vinyles, K7, CD)
1976 / Bozambo avec le Groupe Bozambo
1976 / Africa avec le Groupe Bozambo

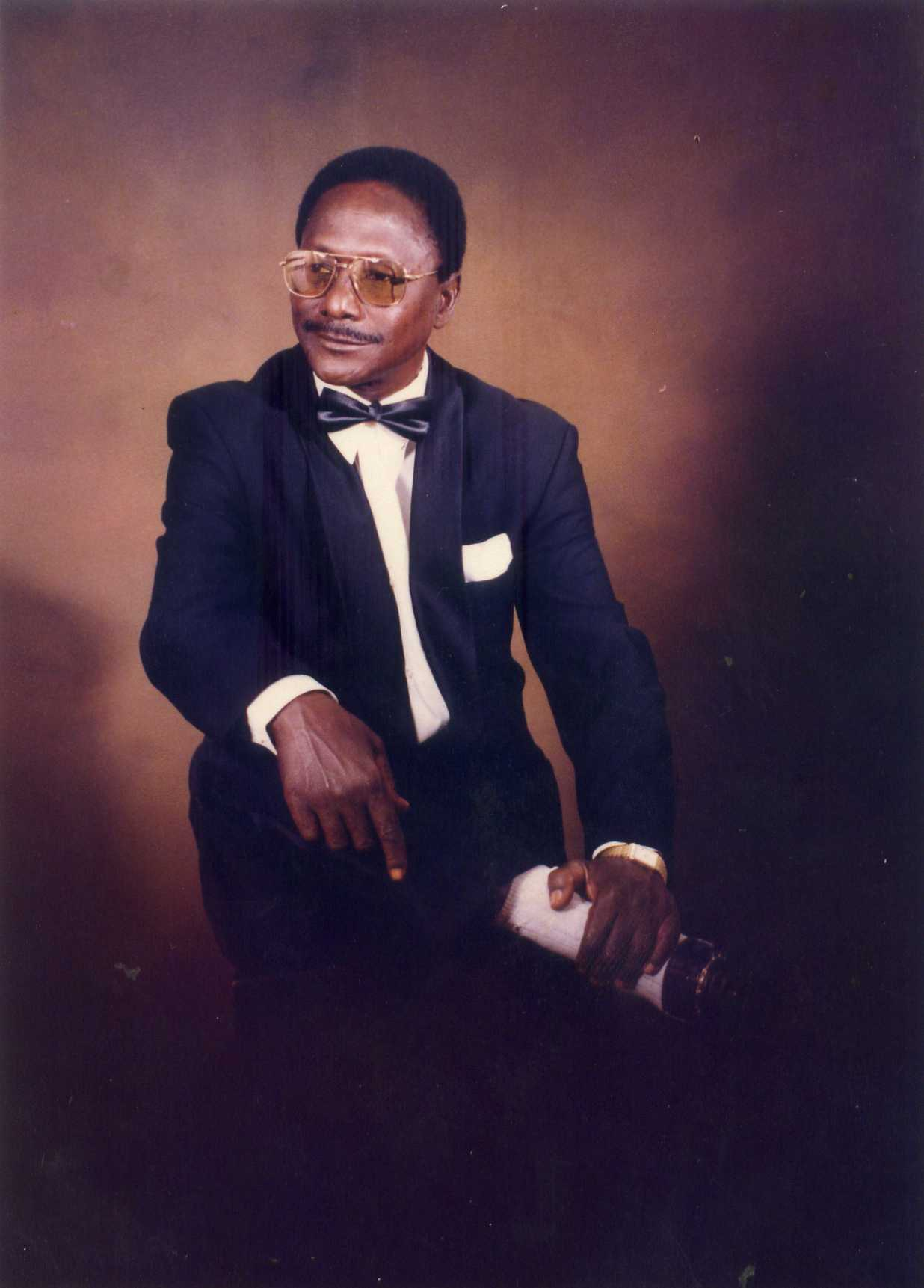

1977 / Spécial Haute Volta
1978 / Gnanfou Gnanfou
1979 / Kassag’nda
1980 / Song’Ma
1982 / Mr le PDG
1982 / Paweogo
1986 / Parat Taaba
1998 / OUA
2000 / Gnou Zemes
2002 / Rosalie
2007 / Tingre

## Décès
Georges Ouédraogo est décédé le 2 février 2012 à l'âge de 65 ans,,,. 

## Hommage
Le Musée de la musique de Ouagadougou a été baptisé en son nom.
La Fondation Georges Ouédraogo est créée en 2014 pour pérenniser son oeuvre